# ATL
|  | Si cerqueu altres usos, vegeu Audiometria tonal liminal. |

ATL és una pel·lícula estatunidenca dirigida per Chris Robinson el 2006.

## Argument
Narra la història d'uns adolescents que viuen en un barri d'Atlanta. Després d'acabar la secundària, quatre amics s'enfronten a diferents desafiaments sobre que fer de les seves vides. Madurar de cop, treballar o estudiar a la universitat, són algunes de les possibilitats que implica la maduresa. La història recrea vagament la vida de Dallas Austin i Tionne Watkins i les seves experiències en la pista de patinatge del barri on es resolen diferents drames es desenvolupen al voltant de les seves vides.

## Repartiment
- Greg Andrews: Jay
- April Clark: Tondie
- Albert Daniels: Brooklyn
- T.I.: Rashad
- Lauren London: New New
- Jason Weaver: Teddy
- Mykelti Williamson: oncle George

### Rebuda
- Melissa Walters a BlackFilm. com va definir a la pel·lícula com a "sincera, genuïna i agradable.".[2]
- El crític Roger Ebert li va donar tres estrelles en el Chicago Sun-Times, declarant la pel·lícula "calenta" i lloant el guió per l'"afecte no forçat, i genuí pels seus personatges."[3]
- IGN.com va donar a la pel·lícula una qualificació de 5.4, definint com a "magistral" el debut de Robinson[4]
- Ruth Stein del San Francisco Chronicle defineix la pel·lícula com una de les millors del seu gènere, lloant les actuacions dels joves actors, i de l'estrella TI, en particular.[5]
- Neil Genzlinger de The New York Times, va dir que estava sorprès que amb la poca experiència de molts actors, "el més aficionat de tot és el guió". Genzlinger també anomena al guió clixé i predictible, mentre que dona crèdit als joves actors de la pel·lícula. També va ser crític amb Chris Robinson[6]